# Centre sportif italien
Le Centre sportif italien, en italien Centro Sportivo Italiano (CSI), reprend en 1944 l'héritage de la Fédération des associations sportives catholiques italiennes supprimée en 1928 par le régime de Benito Mussolini. C'est à ce titre une des plus anciennes et des plus importantes fédérations sportives d'Italie.

## Historique

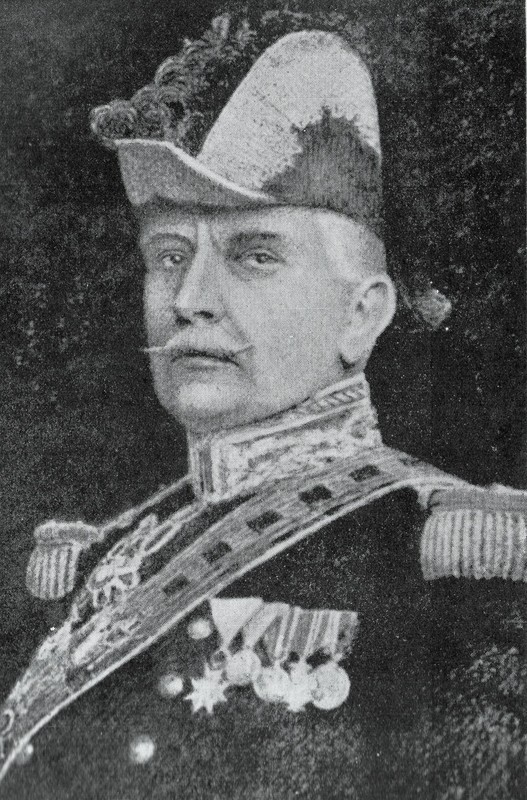
Comte Mario di Carpegna, fondateur de la Fédération des associations sportives catholiques italiennes.

### Fédération des associations sportives catholiques italiennes

#### Les origines
Comme les sections de gymnastique des patronages paroissiaux de Belgique et de France déjà regroupées en fédération, celles d'Italie sont en butte à une vague anticléricale quand Fratel Biagio organise un premier concours international de gymnastique à Rome en 1905. Le pape Pie X, impressionné, confie alors en 1906 à un de ses gardes nobles, Mario di Carpegna, le soin de créer la Fédération des associations sportives catholiques italiennes (FASCI) dans le cadre de l'Action catholique. En 1906 puis en 1908, celui-ci réunit à nouveau à Rome sous l’égide du pape environ 2 000 participants venus respectivement de France, de Belgique, d’Irlande, du Canada et d’Italie. Un nouveau concours international de gymnastique se tient à Nancy en 1911 à l'initiative la Fédération gymnastique et sportive des patronages de France (FGSPF) et de son président fondateur, le Dr Michaux. La création de l’Union internationale des œuvres catholiques d'éducation physique (UIOCEP) est alors décidée par les nations présentes ou représentées et sa présidence confiée à Mario di Carpegna. En 1947, elle devient la Fédération internationale catholique d'éducation physique et sportive (FICEP).

#### Vers la maturité
En dépit d'un conflit avec la Fédération de gymnastique italienne (FGI) qui atteint son apogée en 1911 la FASCI connaît un développement rapide et remarquable, passant de 204 associations en 1910 à 510 en août 1914 alors que sa rivale marque le pas, passant de 195 à 224 dans la même période. En 1920, Mario di Carpegna, toujours à la demande du Saint-Siège, abandonne la FASCI pour se consacrer à l’internationalisation du scoutisme catholique dont il a déjà fondé la branche italienne le 16 janvier 1916. À partir de 1923, la FASCI restant une fédération gymnique et masculine, l'association féminine Forza et Gracia se développe à côté . Ensuite, en dépit d'un sigle qui aurait pu donner lieu à plus de considération, la FASCI indispose le régime fasciste de Benito Mussolini qui interdit le concours prévu à Rome en 1926 pour le 20e anniversaire de l'organisation. Celle-ci décide de sa dissolution en 1928, les associations maintenant la tradition et les valeurs du sport catholique au sein des fédérations sportives nationales auxquelles elles sont contraintes d’adhérer. Toutefois le contact avec l'UIOCEP est rompu.

### Centre sportif italien

#### Le redémarrage
Le 5 janvier 1944, la direction générale de l'Action catholique approuve l'initiative du professeur Luigi Gedda de créer un Centre sportif italien. Dans le même temps la Fédération féminine des activités récréatives italiennes (FARI) apparaît. Si Gedda est le stratège de l'organisation catholique du sport, le pape Pie XII définit les objectifs, les principes, les buts de l'éducation morale. Pour lui le sport est certainement un des instruments de communication de masse les plus efficaces. En 1946, il reçoit pour la première fois la caravane du tour d'Italie, tradition qui se reproduit au fil des ans. En 1951, le CSI compte 1 464 associations et en octobre 1955, il célèbre son dixième anniversaire en hommage reconnaissant et dévoué à Pie XII, Pape du sport fêtant aussi son 80e anniversaire et le quinzième de son pontificat. À cette date le CSI compte 17 comités régionaux, 3 000 clubs sportifs et 80 000 membres mais le souverain pontife l'exhorte à faire encore plus : « christianisme de levure vous serez des stades, des routes, des montagnes partout où se soulève votre drapeau avec honneur ».

#### Le développement
Le 20e anniversaire est célébré le 19 novembre 1965 à l'auditorium de Rome en présence du pape Pie XII et du président du Conseil, Aldo Moro. Le CSI atteint 3 739 associations. En 1972, il fusionne avec la FARI au sein d'une unique fédération mixte qui garde le sigle de la première. En 1975, le 30e anniversaire du CSI tombe l'Année sainte et son conseil national associe les deux évènements dans une célébration les 8 et 9 novembre. À l'issue de celle-ci, la rencontre avec le pape Paul VI est marquée de la plus grande cordialité et sympathie. Le CSI contribue à la réussite du jubilé mondial des sportifs en 1984, au 75e anniversaire de la FICEP en 1986 et célèbre son cinquantenaire 10 ans plus tard en 1996. Pour le jubilé de l'an 2000, il organise du 12 au 31 décembre 1999 un relais-marathon Jérusalem-Rome «sur les traces de Saint Paul » : 1 100 km en vingt étapes puis, en collaboration avec l'aumônerie militaire d'Italie, le relais-marathon Rome-Lourdes en mai 2003. La flamme, allumée à la basilique Saint-Pierre après l'audience pontificale, est accueillie à la basilique Notre-Dame de Lourdes le soir du 18 mai par le contingent italien du pèlerinage militaire international. En 2011 le CSI compte 13 228 associations et 953 789 sportifs pour 73 disciplines pratiquées.

### Sport scolaire
Au printemps de 1945, le CSI organise dans le centre-sud de l'Italie un championnat pour les élèves du secondaire, appelée « trophée cônes ». L'association fournit ses moyens organisationnels et techniques pour organiser des courses locales, cyclisme, athlétisme, tennis, football, escrime, basket-ball. L'initiative est approuvée par le ministre de l'éducation et l'année suivante, elle est étendue à tout le territoire national. À partir de 1950, le programme des championnats scolaires aboutit à une finale nationale, avec apparition des sports d'hiver. L'organisation perdure, toujours gérée par les comités régionaux du CSI.

### Relations internationales
Le CSI œuvre dans le cadre de la FICEP depuis 1947 et, depuis la fin du XXe siècle, exerce une influence notable dans les milieux catholiques africains. Il est en particulier à l'origine du Centre sportif camerounais fondé en 1998.
Depuis 2007, à la demande du secrétaire d'État du Vatican, Tarcisio Bertone, le CSI organise à Rome, près de la cité du Vatican, un tournoi international annuel de football pour les prêtres et séminaristes catholiques : la Clericus Cup. L'objectif affiché est de relancer la tradition du sport dans la communauté chrétienne ; seize équipes composées d'étudiants de divers séminaires nationaux et de congrégations y représentent 60 pays.